# Telipogon reventadorensis
Telipogon reventadorensis là một loài thực vật có hoa trong họ Lan. Loài này được N.H.Williams & Dressler mô tả khoa học đầu tiên năm 2005.